# 金特·吕斯
金特·吕斯（德語：Günter Lyhs，1934年4月20日—），德国男子竞技体操运动员。他曾获得1964年夏季奥运会体操比赛男子团体全能铜牌。他也参加了1960年夏季奥运会。